# Чумало, Марта Степановна
Марта Степановна Чумало — украинская феминистка, правозащитник, гендерный эксперт и психолог. Сооснователь и заместитель председателя организации «Женские перспективы». Лауреат премии Улофа Пальме (2023).

## Биография
Окончила Львовский государственный университет имени И. Франко по специальности «физика» (1993) и Межрегиональную академию управления персоналом по специальности «психолог, преподаватель психологии в высших учебных заведениях» (2013).
Будучи студенткой Марта сталкивалась со случаями сексизма и сексуальным домогательством со стороны преподавателя. Позднее, работая в транспортной компании, она сделала вывод о наличии неравенства женщин на рынке труда. В 1996 году прошла обучение в британско-украинском проекте по подготовке тренеров для женщин по развитию малого бизнеса. Во время учёбы познакомилась с единомышленницами, вместе с которыми был создан Западноукраинский региональный женский ресурсный центр информации и социально-экономической адаптации имени Ирины Вильде.
В 1998 году во Львове вместе с другими женщинами стала сооснователем общественной организации «Женские перспективы», где работает более 20 лет. В организации Марта Чумало занимает должность заместителя председателя и является руководителем проектов. С момента основания «Женских перспектив» занимается проблемами противодействия домашнему насилию и торговли людьми. Является сторонницей феминизма, поддерживает установление на Украине гендерного равенства.
С 2017 года — обозреватель в European Women’s Lobby по обеспечению прав украинских женщин. Марта Чумало — член Украинской ассоциации КПТ-терапевтов и Коалиции по противодействию дискриминации. Является сертифицированным тренером Совета Европы, ПРООН и ОБСЕ. Соавтор «Руководства по проведению гендерного аудита для использования в национальных платформах Форума гражданского общества стран Восточного партнерства».
С началом российско-украинской войны в 2014 году и полномасштабного вторжения России на Украину в 2022 году Чумало занимается информированием общества о последствиях войны и реабилитацией её жертв.
В 2020 году получила премию Тюльпан прав человека от посольства Нидерландов за «выдающиеся достижения в борьбе за права человека».
В 2023 году Марта Чумало была награждена премией Улофа Пальме, став первым лауреатом этой награды из Украины.